# Каламтобе
Каламтобе — древнее поселение Казахстана. Расположено в 3,5 км к югу от аула Когам Отырарского района Туркестанской области Казахстана. Обнаружено и обследовано в 1969—1970 годах Отырарской археологической экспедицией под руководством К. А. Акишева. Состоит из 2 бугров. Один из них прямоугольный, в плане имеет размеры: основание 40×20 м, высота 4,3 м, верхняя площадка 20×10 м. Наиболее высокая часть бугра — юго-западная. На расстоянии 30 м восточнее прямоугольного бугра находится округлое в плане тобе диаметром 10 м и высотой 2,4 м. При раскопках выявлены фрагменты керамики: хумов, различных сосудов, днища сосудов с отпечатками ткани. Датируется 1—6 вв.
Поселение внесено в Государственный список памятников истории и культуры местного значения Туркестанской области.